# گبه (آلبوم)
گبه نام یک آلبوم موسیقی است. این آلبوم موسیقی گزیده‌ای از موسیقی متن فیلم سینمایی گبه به کارگردانی محسن مخملباف و به آهنگسازی حسین علیزاده است که در سال ۱۳۷۲ با کد کتابخانه ملی: «۱۴۷۶و» توسط مؤسسه فرهنگی-هنری ماهور منتشر شد. این آلبوم شامل ۲۳ قطعه موسیقی است. حسین علیزاده برای آهنگسازی فیلم گبه، سیمرغ بلورین بهترین موسیقی متن را از چهاردهمین دوره جشنواره فیلم فجر به‌دست‌آورد.

## دست‌اندرکاران
- ویلن: منوچهر انصاری، خاچیک بابایان، ارسلان کامکار، ابراهیم لطفی، رضا عالمی
- ویولا: سیاوش ظهیرالدینی، والودیا طارخانیان
- ویلنسل: کریم قربانی، محسن تویسرکانی
- کنترباس: علیرضا خورشیدفر
- فلوت و پیکولو: ناصر رحیمی
- ابوا: کامران علی آقا
- کرآنگله: مسعود تاجیک
- کلارینت: اکبر محمدی
- فاگوت: محسن افتاده
- کمانچه: سعید فرج پوری
- نقاره: داریوش زرگری
- بالابان، کرنا، سرنا: حسین حمیدی
- تنبور، نی لبک: حسین علیزاده